# Mętne
Mętne este o arie protejată (sit de importanță comunitară — SCI) din Polonia întinsă pe o suprafață de 523,71 ha, integral pe uscat.

## Localizare
Centrul sitului Mętne este situat la coordonatele 53°47′06″N 17°46′41″E / 53.785°N 17.778°E.

## Înființare
Situl Mętne a fost declarat sit de importanță comunitară în octombrie 2009 pentru a proteja 2 specii de animale.

## Biodiversitate
Situată în ecoregiunea continentală, aria protejată conține 6 habitate naturale: Lacuri eutrofice naturale cu vegetație de tip Magnopotamion sau Hydrocharition, Lacuri și iazuri distrofice naturale, Turbării active, Mlaștini turboase de tranziție și turbării mișcătoare, Mlaștini împădurite, Păduri central-europene de pin scoțian cu licheni.
La baza desemnării sitului se află mai multe specii protejate:
- amfibieni (1): triton cu creastă (Triturus cristatus)
- mamifere (1): castor (Castor fiber)